# Чингисский сельсовет
Чингисский сельсовет — сельское поселение в Ордынском районе Новосибирской области Российской Федерации.
Административный центр — село Чингис.

## История
Статус и границы сельского поселения установлены Законом Новосибирской области от 2 июня 2004 года № 200-ОЗ «О статусе и границах муниципальных образований Новосибирской области»

## Население
| 2002 | 2010 | 2012 | 2013 | 2014 | 2015 | 2016 |
| ---- | ---- | ---- | ---- | ---- | ---- | ---- |
| 770  | ↘620 | ↘601 | ↘583 | ↘544 | ↘537 | ↘529 |
| 2017 | 2018 | 2019 | 2020 | 2021 |      |      |
| ↘525 | ↗532 | ↘527 | ↗533 | ↘526 |      |      |

## Состав сельского поселения
| № | Населённый пункт | Тип населённого пункта       | Население |
| - | ---------------- | ---------------------------- | --------- |
| 1 | Милованово       | деревня                      | ↘80       |
| 2 | Чингис           | село, административный центр | ↘540      |